# Tvrtko I. Kotromanić
Stjepan Tvrtko I. Kotromanić (oko 1338. – 10. ožujka 1391.), posljednji bosanski ban od 1353. do 1377., a zatim prvi bosanski kralj od 1377. do 1391. godine.
Za vrijeme Tvrtkove vladavine ostvarena je politička stabilnost, te značajan kulturni i duhovni napredak, što je Tvrtka I. učinilo najjačim vladarom u povijesti srednjovjekovne Bosne. To je razdoblje razvitka gradova, trgovine i rudarstva, a kuje se i prvi zlatni novac na bosanskim prostorima. Tu se javlja i heraldički simbol ljiljana koji će postati znakom bosanskih banova i kraljeva. Sljedeći zlatnici u Bosni pojavljuju se tek sa Stjepanom Tomašem.

## Podrijetlo
Tvrtko I. Kotromanić je bio sin kneza Vladislava, brata prethodnog bana u Bosni Stjepana II, i Jelene Šubić, kćeri Jurja II. Šubića iz hrvatske vladarske obitelji Šubića, te unuk Stjepana I. Kotromanića i Jelisavete, kćeri svrgnutog srpskog kralja i bana Usore i Soli Stefana Dragutina i Katarine, unuke Bele IV. (Stjepan I. je imao prvu ženu prije Jelisavete). Njegova sestra je bila Katarina, grofica Celja, majka Hermana II. Celjskog i baka Barbare, carice Svetog Rimskog Carstva.
Njegova majka, Jelena Šubić, bila je po očevoj strani unuka hrvatskog bana i vladara cijele Bosne Pavla I. Šubića Bribirskoga i njegove žene Urse, dok je majka njegovog oca, Jelisaveta Nemanjić, bila je kćer svrgnutog srpskog kralja Dragutina Nemanjića, čija je majka bila potomak dinastije Anžuvinaca podrijetlom iz Napulja, i ugarske princeze Katarine, kćeri hrvatsko-ugarskog kralja Stjepana V., čija je majka bila kćer poglavara turskog plemena Kumana. 
Tvrtko je bio prvorođeni sin iz braka Vladislava Kotromanića i Jelene Bribirske. Kralj Tvrtko je rođen oko 1338. godine, dok je njegov izvanbračni polubrat Stjepan Dabiša rođen oko 1339. godine. Pokraj Tvrtka I. Vladislav i Jelena su imali još jednog sina: Stjepana Vuka, koji je rođen oko 1345. godine. Moguće je da roditelji Tvrtka I. imali još dvije kćeri, Katarinu, koja je bila grofica Celja i majka Hermana II. Celjskog i Mariju Helfenštajn, koja je bila udata za helfenštajnskog gorfa Ulirha. 
Tvrtko I. je sa samo petnaest godina postao bosanski ban. Po pravilu, nakon smrti bana Stjepana II. bansku čast je trebao preuzeti otac Tvrtka I., knez Vladislav. On je bio teško bolestan, pa je nasljedna prava prenio na sina Tvrtka I. Tako je Tvrtko I. vladao kao ban pod regenstvom oca. Vladislav je već sljedeće godine umro 1354., tako da je regent Tvrtka I. postala kneginja Jelena Šubić.

## Ban
Godine 1353. umro je ban Stjepan II. Kotromanić. Bansku čast naslijedio je Tvrtko I., "sin gospodina kneza Vladislava a sinovac velikoga i slavnoga gospodina bana Stepana". Banovina Stjepana II. je izgrađena na savezima i banovoj vojnoj snazi, a kao rezultat slijedila je i odanost lokalnog plemstva. Svoju moć iskoristio je dalje da uveća svoju vlast u zemljama poput Huma. Međutim, širenje vlasti nije slijedilo i jačanje državno-pravne administracije. Upravu nad zabačenijim posjedima uglavnom je prepuštao svojim vazalima, što je u konačnici slabilo bansku vlast. Dok je snaga ugleda Stjepana II. bila prilična, ugled njegove banovine nije. Vlast nad mnogim krajevima se tako svodila na osobni ugled Stjepana II.
Tvrtko I. je imao svega petnaest godina kada je započeo svoju vladavinu, a tek nekoliko lokalnih plemića osjećalo je potrebu služiti ga. Kako nije postojala dovoljno jaka središnja vlast, plemstvo je djelovalo po osobnim željama. Ispostavilo se da je velika cjelina Stjepana II. bila umjetna tvorevina prolazne prirode, koja se raspala na nekoliko dijelova. Uspostava središnjeg autoriteta je bila moguća jedino vojnim putem, pokoravanjem odmetnutog plemstva i krajeva. Problem je bio taj što mladi ban nije imao dovoljno vojske za taj pothvat. Pod njegovom kontrolom su bili samo njegovi obiteljski posjedi i vjerojatno sitno plemstvo iz središnjeg dijela banovine, Vrhbosne. 
Takvo stanje prizvalo je hrvatsko-ugarskog kralja Ludoviku I. na intervenciju i pokušaj ponovne uspostave kontrole i reda. Kralj je kupovao lojalnost mnogih bivših vazala Stjepana II. sa sjevera i zapada banovine, a naročito razjedinjenih Hrvatinića, gospodara Donjih Kraja. Zbog takvih okolnosti Tvrtko I. je bio prisiljen raditi na obnovi vlasti u Bosni polako i oprezno.

### Nagodba s Ludovikom I.
Hrvatsko-ugarski kralj Ludovik vjenčao se sa sestričnom Tvrtka I., plemkinjom Elizabetom, lipnja 1353. godine. Neposredno pred smrt njezinoga oca Stjepana II. Ludovik I. je zahtijevao od Tvrtka I. da mu "na osnovu baštinskih prava gospođe mlađe kraljice Elizabete" preda "svu zemlju Humsku sa svim tamošnjim utvrđenim gradovima". Kako Tvrtko I. nije mogao natjerati svoje vazale na poslušnost, morao je doći Ludoviku I. u posjet Ugarskoj 1357. te predati sva područja koja je Ludovik I. tražio. Tako je Ludovik I. povratio stare granice hrvatske banovine, na zemlje koje je Stjepan II. pripojio bosanskoj banovini. Zauzvrat, Ludovik I. je Tvrtku I. i njegovom mlađem bratu Vuku potvrdio vlast nad Vrhbosnom i Usorom i to, kako se doznaje iz pisma arhiđakona bežinskog Gala, pod sljedećim uvjetima:
- da ban iz zemlje istjera krstjane;
- da iskazuje potpunu vjernost gospodinu kralju;
- da služi u svakom njegovom pohodu kad gospodin kralj bude zatražio to od njega;
- da će on sam ili njegov brat da stalno borave na kraljevskom dvoru.

Hum i Donji Kraji su izbačeni iz naslova koji mu je Ludovik I. potvrdio. U ovo vrijeme se događaju i pojačani papinski pozivi na vojnu protiv krstjana u Bosni. Tako se Tvrtko I. našao pred opasnošću gubljenja banske časti: da je pokušao prevariti kralja, Ludovik I. bi se odazvao papinom pozivu i napao Bosnu. Vrhbosanski episkop u Đakovu Peregrin Saksonac (lat. Peregrinus de Saxonia), koji je mogao obraniti njegove interese u Bosni, je bio mrtav, a na njegovo mjesto je sjeo prokraljevski nastrojen Petar Šikloši. Ludovik I. 1358. spominje "heretike i patarene u našoj Bosni", a kod arhiđakona Küküllőa Ivana, pak, stoji da ih je poslao "da satru drskost nekih pobunjenika".
Tvrtko I. se 1358. izgleda vratio metodama uobičajenim za slabe stranke u borbi za vlast i pokušao organizirati zavjeru. Šikloši je izgleda presreo pismo Tvrtka I. upućeno lektoru bosanske crkve u Đakovu Ivanu (lat. Johannes lector ecclesiae Bosnensis). Lektor je na saslušanju priznao da je, "ne znajući kojim je duhom vođen nakon što je zamrzio... prečasnog oca gospodina Petra, svog starješinu i prelata", žudio za tim da mu se "po svaku cijenu osveti", pa je zbog toga "pogubno i revno" tražio s banom Tvrtkom I., "u kome je prepoznao kraljevog takmaca i očitog zaštitnika heretika", kojim putem i na koji način sprovosti svoje zamisli u djelo. Za unutrašnje stvari u banovini od 1357., kada se Tvrtko podčnio Ludoviku I., do 1363, kada je izbio rat s kraljem, nema izvora.

### Rat s kraljem
Nije do kraja poznat stvarni uzrok ovog rata. Sam Ludovik I. u jednoj povelji piše da je odredio arhiepiskopa ostrogonskog Nikolu i palatina Nikolu Konta (lat. Nicolaus Conth) neka pođu "na Usoru" i iskorjene iz Vrhbosne "bezbrojno mnoštvo heretika i patarena", dok kod Ivana arhiđakona od Kikilea (lat. Ioannes archidiaconus de Kikilew) stoji da ih je Ludovik poslao "da unište drskost nekih pobunjenika". Posljednje je vjerojatnije. 
Kraljeva vojska je dva puta napala sjever Bosne. U prvom napadu su meta bili Donji Kraji, gdje su se lokalni plemići podijelili. Jedni su stali uz Tvrtka I., a drugi uz kralja. Vlatko Vukoslavić, do tada lojalan banu, predao je neprijatelju važnu tvrđavu Ključ. Međutim, Tvrtku I. tada "vjerno posluži" vojvoda Vukac Hrvatinić koji obrani od kralja Soko Grad u Plivskoj župi. Poslije nanesenih šteta na tom području, kraljevska vojska se povukla. Nekoliko godina kasnije Tvrtko I. je vojvodi Vukcu "za njegovu vjernu službu u ono vrijeme, kada se podviže na me kralj Ludovik I., i prihodi u Plevu pod Sokol" dodijelio "grad u Pleve u ume Sokol sa vsom Plevom"; vjerojatno je to bila njegova cijena.
Drugi kraljevski napad se dogodio mjesec dana kasnije. Ovom je cilj bila Usora. Međutim, banska se obrana i tu pokazala uspješnom. Kraljeva vojska je zaustavljena kod tvrđave Srebrenik. Tako je nekako između 1358. i 1363. Tvrtko I. dovoljno ojačao te je mogao odoliti kraljevskoj prijetnji. 

### Pobuna plemstva
Ubrzo poslije povlačenja kraljevske vojske iz Usore, veljače 1366. lokalno plemstvo se pobunilo protiv bana Tvrtka I., primoravši ga tako da pobjegne na kraljev dvor. Tamo je kralj primio svog dojučerašnjeg neprijatelja. Pobunjeno plemstvo uzdiglo je mlađeg Tvrtkovog brata Vuka na bansku čast. Ne zna se da li je on pokrenuo ovu akciju ili je bio samo nečija marioneta.
Prihvativši ponovo kraljevsku vlast, Tvrtko I. je dobio pomoć od kralja i vratio se u Bosnu ožujka 1366. Do kraja mjeseca povratio je velik dio svoje banovine, ali ne sve. Imao je i podršku gospodara Donjih Kraja. U sukobu su sudjelovali razni plemići koji su mijenjali strane kako im je odgovaralo. Najznačajnija prebjeglica u ovom sukobu bio je Sanko Mitlenović, vodeći humski velikaš pod čijom vlašću se nalazio veliki dio Huma između Nevesinja i Konjica i obale. U drugoj polovini 1367. on se nagodio s Tvrtkom I., pa je zaključen mir kojim je Sanko zadržao svoje posjede, ali ponovno priznao vlast Tvrtka I.
Do kraja 1367. Tvrtko I. je povratio svoju banovinu, a Vuk je bio u progonstvu, gdje je pokušao dobiti pomoć sa strane, naročito od pape. Međutim, ništa se od Vukovih zamisli nije ostvarilo, jer je uz Tvrtka I. bio hrvatsko-ugarski kralj. Do 1374. Vuk se izmirio s Tvrtkom I. Sljedećih godina Vuk je ostao u Bosni kao mlađi ban. Jedini tragovi njegovog prisustva iz ovih godina jesu povelje koje je on odobrio. Do početka 70-ih godina 14. stoljeća Tvrtko I. je toliko ojačao da se počeo miješati u međusobne sukobe susjednog srpskog plemstva.

### Pravo na Srbiju
Tvrtko I. je s lokalnim srpskim gospodarom knezom Lazarom Hrebeljanovićem bio u dobrim odnosima. U to vrijeme je knez Lazar bio gospodar Moravske Srbije i isto kao Tvrtko I. susjed moćnog i agresivnog župana Nikole Altomanovića, čija se vlast širila od Rudnika do Jadranskog mora, duž Drine, Gacka, Bileće i Trebinja. Nikola Altomanović je u pobuni plemića u Bosni izravno pomagao Tvrtkovog brata Vuka, borio se s Dubrovčanima, a Lazaru je oteo Rudnik. Težio je zavladati Prizrenom i postati vrhovnim gospodarom Srbije. 
U savezu s knezom Lazarom, Tvrtko I. je uspio srušiti Nikolu Altomanovića te doći u posjed dobrog dijela njegovog teritorija. Tako je postao susjed Balšićima, gospodarima Zete i gornje Albanije. Poslije pogibije braće Mrnjavčevića u Maričkoj bici, Balšići proširili svoju vlast na Peć i Prizren. Izvukli su korist i od rušenja Nikole Altomanovića, zagospodarivši zaleđem Dubrovnika (Trebinjem, Konavalima i Dračevicom); radi toga će doći u sukob s bosanskim banom, koji je također isticao svoje pravo na dubrovačko zaleđe.
Početkom 1377. (u siječnju ili prvoj polovini veljače) preoteo im je Trebinje, Konavle i Dračevicu, što je navelo Đurađa I. Balšića na pljačkanje Huma sve do Nevesinja. Smrću Đurađa I., Tvrtko I. je oslobođen brige s te strane, a vlast nad teritorijem zauzetim 1377. osigurana. Uz to, i preostalo primorje između Kotorskog zaljeva i teritorija zauzetih 1377. potpalo je pod njegovu vlast. Tvrtko I. je tako postao gospodar jadranskog primorja između Kotora i Dubrovnika, no bez tih gradova. Osvajanjima na istoku, onim duž Drine i Lima, povećao se udio pravoslavnih svećenika, vjernika i crkava pod vlašću bosanskog bana.
Kao gospodar jednog dijela nekadašnjih nemanjićkih posjeda, Tvrtko je smatrao sebe jedinim legitimnim nasljednikom njihovih državnih tradicija. Vidjevši, kako sam kaže u jednoj povelji, zemlju svojih predaka Nemanjića "po njih ostavljšu i ne imuštu svojego pastira", odlazi "v srbskuju zemlju", želeći "ukrepiti prestol roditelj mojih" koji "v zemljnem carstve carstvovaše, i na nebesnoje carstvo preselili se". Vidjevši, kako sam kaže, zemlju svojih predaka Nemanjića "po njih ostavljšu i ne imuštu svojego pastira", odlazi "v srbskuju zemlju", želeći "ukrijepiti prestol roditelj mojih" koji "v zemljni carstve carstvovaše, i na nebesnoje carstvo preselili se".

## Kralj
Okrunjen je 1377. u mjestu Mile, nedaleko od Visokog, u srednjoj Bosni. Tvrtko I. se po tradiciji istočnih vladara nazvao Stipanom (grč. stephanos, okrunjen). Njegov naslov pokazuje temelj koji je stavljao zakonsko pravo na upražnjenu srpsku krunu: kralj Srbljem, Bosni, Pomorju, Humskoj zemlji, Donjim Krajem, Zapadnim Stranama, Usori i Podrinju. Naslov Tvrtka I. su priznali Dubrovčani, te su mu počeli isplaćivati Svetodmitarski dohodak koji je ranije pripadao vladarima Huma. Krunjenje Tvrtka I. i proglašenje kraljem u sintagmi 'kralj Srbljem' odnoslilo se na teritorij koji je priključio Bosni između 1373. i 1377. godine. Njegove obveze i prava prema ostalim srpskim mjesnim gospodarima nisu postojale. Otuda u izvorima i nema informacija o prihvaćanju ili neprihvaćanju čina Tvrtka I. među srpskim lokalnim gospodarima i Srpskoj pravoslavnoj crkvi. Stvarno stanje na terenu nije rezultiralo njihovom vazalnom odgovornošću, nekoj vrsti pravnog statusa prema novom kralju.
„Ne može se sa sigurnošću reći da je to bilo 26. listopada. Prema povijesnim izvorima, krunjenje Tvrtka I. se smješta između 18. listopada i početka studenog 1377. godine. Naravno da je 26. listopad kao datum u igri, ali se sa sigurnošću ne može prihvatiti”, rekao je Dubravko Lovrenović.
„Prvog kralja u Bosni okrunio je did, odnosno metropolit ili poglavar Crkve bosanske u mjestu Mile, a to su današnji Arnautovići kod Visokog. Krunjenje se dogodilo u crkvi svetoga Nikole i značaj jednog takvog političkog događaja je nesporan”, rekao je Lovrenović.

### Izgradanja Herceg Novog
Poslije smrti kralja Ludovika I. Velikog 1382., hrvatsko-ugarska kraljica Marija, njegova sestrična, radi učvršćenja saveza s Tvrtkom I., ustupljuje mu grad Kotor 1385. godine. Tvrtku I. je bio cilj osigurati Bosni izlaz na more i razbijanje monopola dubrovačke luke. Zbog toga je on 1382. godine podigao grad Herceg Novi kao utvrđenu bosansku luku. Prvobitno mu je dao ime Sveti Stipan u slavu i spomen Svetog Prvomučenika Stjepana, ali je grad poslije nekog vremena grad dobio naziv Novi. S pojavom prvih trgovačkih brodova, koji su počeli pristizati u tek osnovano naselje i prenositi sol, nastaju prve teškoće. 
Dubrovnik, koji smatra trgovinu soli svojim monopolom, novu tvrđavu Tvrtka I. vidi kao opasnu ekonomsku konkurenciju. Lokacija za podizanje grada odabrana je pažljivo i prema bosanskim potrebama. Lokacija koja je određena za podizanje grada nalazio se na sjevernoj strani Bokokotorskog zaljeva u župi Dračevici. Gradnja prve tvrđave započela je krajem svibnja 1382. godine, a završena je rujna iste godine. Prva utvrda se nalazila na samoj obali Topaljskog zaliva, gdje je teren bio povoljan za obranu od mogućeg napada. U neposrednoj blizini utvrde postojali su povoljni uvjeti za pristanak brodova i gradnju luke. Blizu grada na rječici Sutorini podignuta je trgovina soli sa skladištima, a prvi brodovi s natovarenom soli dolaze već u kolovozu 1382., što je za novi grad značilo i početak njegovog života. Novi je podignut s točno određenim ciljem i namjenom: biti mjesto trgovine soli.
Dobitak Kotora 1385. ne zadovoljava Tvrtka I., koji želi preuzeti cijelu objeniti cijelu Hrvatsku i preuzeti cijeli istočni Jadran. Kao prvi grad zauzima Klis 1387., kojim su tada gospodarili Šubići. Njegove akcije neko vrijeme otežavaju napadi Osmanlija na Srbiju i Bosnu. Jedna njihova vojska je bila poražena 1388. kod Bileće. U bitki na Kosovu polju 1389. Tvrtko I. šalje u pomoć knezu Lazaru jedan dio vojske predvođen vojvodom Vlatkom Vukovićem, pobjednikom u bitki kod Bileće. Vojvoda Vlatko je po povratku iz bitke izvijestio Tvrtka I. da je pobjeda bila na kršćanskoj strani. 

### Prodor u Dalmaciju
Za vrijeme građanskog rata u hrvatsko-ugarskoj državi, Tvrtko I. pokušava ostvariti svoj stari san, preuzimanje Hrvatske i istočne polovice Jadrana, zauzimajući najprije tvrđavu Klis. U ljeto 1390. godine Tvrtku I. se pokoravaju gradovi Split, Trogir, Šibenik i otoci Brač, Hvar i Korčula. Tvrtko I. je tako zavladao svim dalmatinskim gradovima, osim Zadra (Mlečani su mu odbili pružiti pomoć) i Dubrovnika, te najvećim dijelom južnog primorja današnje Hrvatske. Pridobijanjem stare hrvatske jezgre, Tvrtko I. dodaje u titulu "kralj Raške, Bosne, Dalmacije, Hrvatske, Primorja" s kojom se prvi put javlja 10. srpnja 1390. Ubrzo nakon toga, 10. ožujka 1391., Tvrtko I. umire. Postoje glasine i da je ubijen, a da je krivac za njegovu smrt Žigmund Luksemburški, koji polaže pravo na hrvatsku krunu.
Nakon njegove smrti, građanski rat u hrvatsko-ugarskom kraljevstvu je nastavljen nesmanjenom žestinom, a u njegovoj domeni je među raznim pripadnicima obitelji Tvrtka I. usljedila borba za vlast. Naslijedio ga je njegov polubrat, Stjepan Dabiša.

## Rasprava o Tvrtkovom krunjenju i kasnijem tituliranju
U izvorima se spominje da se krunidba Tvrtka I. za kralja odigrala u srpskom samostanu Mileševa kod Prijepolja, koji je podigao kralj Vladislav Nemanjić, u kojem su pokopani kralj-osnivač i njegov stric Sveti Sava. Mavro Orbini u svome djelu Kraljevstvo Slavena navodi da je okrunjen "od strane metropolita samostana Mileševe i njegovih monaha u crkvi spomenutog mjesta". Sam Tvrtko I. u povelji Dubrovčanima od 10. travnja 1378. kaže: "... i idoh v srbskuju zemlju ... i tamo šdšu mi vjenčan bih bogom darovanim mi vijencem na kraljevstvo preroditelj mojih", tj. Nemanjića. Što se pak tiče nadnevka krunjenja, njega nije moguće sa sigurnošću bliže odrediti. Prije objavljivanja Jirečekovih "Srpska spomenika" bila je prihvaćena Orbinijeva godina Tvrtkovog krunjenja za kralja, tj. 1376. Na temelju građe iz Dubrovačkog arhiva, Jiriček je utvrdio kako to nije točno i da je Bosna postala kraljevina negdje između 23. veljače i početka studenoga 1377. Ne samo što je poslije toga prihvaćena 1377., nego je bilo pokušaja da se taj događaj vremenski još bliže odredi. Dinić je na primjer dopustio mogućnost da je Tvrtko I. okrunjen na dan svetog Dimitrija.
Među bosanskohercegovačkim i hrvatskim povjesničarima opće je prihvaćeno mišljenje da se krunidba odigrala 1377. godine u mjestu Mile (današnjim Arnautovićima), nedaleko od Visokog, u središnjoj Bosni, ali za to nema nikakvih povjesnih izvora. Međutim valja imati na umu da su prema državnopravnim regulama tadašnje kršćanske Europe vojvode (Lat. dux, njem. Herzog, hrv. ban) također imali pravo nošenja krune, te su vojvodstva u pravilu imala status "federalnih jedinica" u kraljevstvima; pojedinoj vladarskoj dinastiji je pravo na kraljevski naslov mogao priznati jedino papa (te npr. nemamo na prostranom području između Napulja na Jugu Italije sve do Praga u Češkoj i Pariza na sjeveru niti jedne jedine vladarske kuće koja se smjela koristiti takvim naslovom, čak su i Habsburzi bivali titulirani kao "nadvojvode" sve dok ne bi bili okrunjeni za kraljeve Češke, Ugarske, odnosno careve Svetog Rimskog Carstva) ili - na kršćanskom istoku - carigradski patrijarh. U takvim okolnostima, smisleno je pretpostaviti da je Tvrtko I. kraljevao krajevima koje je preuzeo od opadajuće Srbije kao pravoslavni kralj (tj. "car") i pozivajući se na srodstvo (po ženskoj lozi) s Nemanjićima, a da je Bosnom nastavio vladati kao - barem u očima "međunarodne zajednice" - vazal ugarskog kralja, preuzimajući u suštini već stoljetnu vladarsku ulogu kuće Šubić, vazala i "neokrunjenih kraljeva Hrvatske", s kojom je preko majke bio u najbližem srodstvu. 
Papa - koji je u katoličkom svijetu imao odlučnu riječ o priznavanju kraljevskog statusa - je Bosni status kraljevstva priznao tek u vrijeme Stjepana Tomaša, 1445. godine, ali je i onda vladar ostao vazal hrvatsko-ugarskih kraljeva.
Tvrtko I. je osim kraljevskog naslova uzeo i istočno kraljevsko ime Stipan/Stjepan (grč. stephanos, okrunjeni), po prvom kršćanskom mučeniku Sv. Stjepanu (tj. prvom svecu koji je ponio "krunu mučeništva"; što je pogodna paralela s kraljem koji prvi u svojem rodu nosi kraljevsku krunu). Tvrtko je okrunjen tzv. "sugubim" (dvostrukim) vijencem, koji je značio da je vladar Bosne (ta mu je vlast pripadala samim time što je Kotromanić) i za kralja Srbije (jer mu je baka Elizabeta Nemanjić i da drži neke srpske zemlje). 
Poslije krunidbe Tvrtka I. za kralja promijenio se i njegov vladajući naslov. Dok je prije toga nazivao sebe "mi Tvrtko, milošću božjom ban bosanski", odnosno "nos Tuercho dei gratia bozna banus", sada njegov naslov glasi "mi o Kriste Isuse blagovjernomu i bogom postavljenomu Stipanu, kralju Srbljem i Bosne i pomoriju i zapadnim stranam". Vrlo je vješto razradio svoju vladarsku ideologiju. Naime, Tvrtko I. nije uzeo imperatorski naslov koji su nosili car Dušan i njegov sin Uroš, već se vratio ranijem kraljevskom dostojanstvu, koje su srpskim vladarima priznavali i patrijarsi u Konstantinopolu i pape u Rimu. Naslov Tvrtka I. priznali su Dubrovčani, te su mu počeli isplaćivati svetodmitarski danak koji je ranije pripadao srpskim vladarima. Tvrtka I. su priznali srbijanski vladari iz onih oblasti koje je pokorio, dok nema informacija o prihvaćanju ili neprihvaćanju Tvrtkovog čina među ostalim srpskim lokalnim gospodarima i u Srpskoj pravoslavnoj crkvi.
O ambicijama Tvrtka I. i svjedoči i njegova ženidba 1374. godine s bugarskom princezom Dorotejom kćer bugarskog cara Ivana Stracimira i Ane Vlaške.  Njihov brak ugovorio je ugarski kralj Ludovik I. Nakon Dorotejine smrti Tvrtko I. je stupio u pregovore s austrijskim vojvodom Albertom III. o mogućem braku s nekom Habsburgovkom, ali ti pregovori nisu urodili plodom. Tvrtko I. je imao tri sina, dva kralja Bosne i jednoga pretendenta: Tvrtko II. Kotromanić (možda zakoniti, a možda izvanbračni sin), Stjepan Ostoja (izvanbračni sin) i Vuk Banić (izvanbračni sin Tvrtka I. i neke Grubače).
Chronicon Polono-Silesiacum Tvrtku I. pripisuje i izvanbračnu kćer po imenu Jelena (umrla 1434. ili 1435. godine), koja se udala za opavskog vojvodu.

### Naslovi
Tvrtko I. je kroz svoju vladavinu mijenjao svoje naslove i dodavao nove osvajanjem teritorija.
- 1353. – 1377.: Tvrtko, milošću Božijom ban bosanski
- 1377. – 1390.: Stjepan Tvrtko, po milosti gospoda Boga kralj Srbljem, Bosni, Primorju, Humsci zemlji, Donjim krajem, Zapadnim stranam, Usori, Soli i Podrinju i k tomu
- 1390. – 1391.: Stjepan Tvrtko, po milosti gospoda Boga kralj Raške, Bosne, Dalmacije, Hrvatske, Primorja

## Vanjske poveznice
|  | Zajednički poslužitelj ima još gradiva o temi Tvrtko I. Kotromanić |

- Detaljna biografija  Arhivirana inačica izvorne stranice od 20. lipnja 2012. (Wayback Machine)
- Kratka biografija  Arhivirana inačica izvorne stranice od 26. siječnja 2009. (Wayback Machine)